# Vilhelm Persson
Vilhelm Persson är en fiktiv berättare i Bo Baldersons böcker om Statsrådet. 
Persson är svåger till huvudpersonen, adjunkt, och (under seriens största del) ungkarl. Han är en något gammaldags sirlig gentleman med klassiskt humanistisk bildning och ideal. Han låter sig ytterst motvilligt dras med när statsrådet tar sig an ett mordfall, men räddar ofta med sitt belevade uppträdande honom ur besvärliga knipor.
I två danska TV-filmer från 1970-talet spelades Vilhelm Persson av Paul Hagen[källa behövs].